# Zelinda Novaes
Zelinda Novaes e Silva Jarske (Iguaí, 25 de dezembro de 1944) é uma economista, professora e política brasileira. De fevereiro de 2003 a fevereiro de 2007, foi Deputada Federal pela Bahia. Anteriormente, foi Deputada Estadual entre 1991 a 2003.
Novaes possui graduação em Economia (1976) e em Direito (1994), ambas pela Universidade Católica do Salvador (UCSAL). Ela começou a trabalhar como professora na rede estadual de ensino. Em 1982, foi nomeada Secretária Municipal de Desenvolvimento Social de Camaçari, assumindo em 1987 a coordenação de Recursos Humanos da prefeitura da cidade.
Vinculada e com apoio da Igreja Universal do Reino de Deus, Novaes elegeu-se Deputada Estadual na eleição de 1990 pelo Partido Trabalhista Brasileiro (PTB). Em 1992, migrou para o Partido da Frente Liberal, partido pelo qual foi reeleita Deputada Estadual em 1994 e 1998.
Na eleição de 2002, Novaes elegeu-se Deputada Federal pelo PFL. Na câmara baixa do parlamento brasileiro, integrou a bancada evangélica, a Comissão especial do Estatuto da Mulher, a Comissão Permanente de Direitos Humanos e Minorias e a Comissão de Seguridade Social e Família.